# Bọt

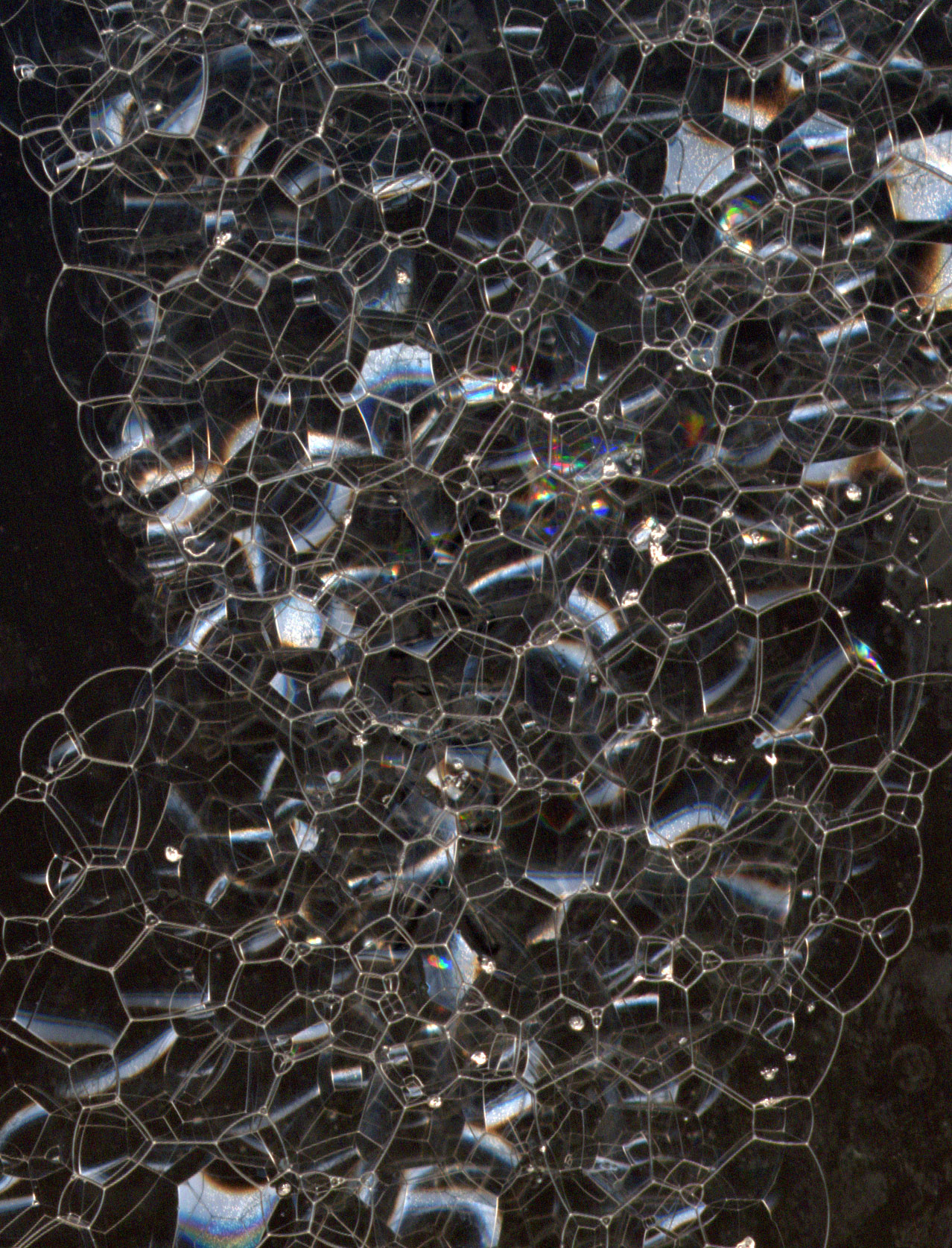
Bọt xà phòng

Bọt là một vật thể được hình thành bằng cách nhốt các túi khí trong chất lỏng hoặc chất rắn.
Một miếng bọt biển tắm và đầu trên một cốc bia là ví dụ về bọt. Trong hầu hết các bọt, thể tích khí lớn, với các màng chất lỏng hoặc rắn mỏng ngăn cách các vùng khí..
Bọt rắn có thể là tế bào kín hoặc tế bào mở. Trong bọt tế bào kín, khí tạo thành các túi rời rạc, mỗi túi được bao quanh hoàn toàn bởi vật liệu rắn. Trong bọt tế bào mở, các túi khí kết nối với nhau. Một miếng bọt biển tắm là một ví dụ về bọt tế bào mở: nước dễ dàng chảy qua toàn bộ cấu trúc, làm dịch chuyển không khí. Thảm cắm trại là một ví dụ về bọt xốp kín: các túi khí được bịt kín với nhau để thảm không thể ngấm nước.
Bọt là ví dụ của phương tiện phân tán. Nói chung, khí có mặt trong bọt, do đó, nó phân chia thành các bong bóng khí có kích thước khác nhau (nghĩa là vật liệu này là polydisperse) Được phân tách bởi các vùng chất lỏng có thể tạo thành màng, mỏng hơn và mỏng hơn khi pha lỏng thoát ra khỏi màng hệ thống. Khi quy mô chính nhỏ, nghĩa là đối với bọt rất mịn, môi trường phân tán này có thể được coi là một loại chất keo.
Bọt cũng có thể đề cập đến một cái gì đó tương tự như bọt, chẳng hạn như bọt lượng tử, bọt polyurethane (cao su bọt), bọt XPS, polystyrene, phenolic hoặc nhiều bọt được con người sản xuất khác.

## Kết cấu

Trật tự và rối loạn bong bóng trong bọt bề mặt

Bọt, trong nhiều trường hợp, là một hệ thống đa quy mô.
Một quy mô là bong bóng: bọt vật liệu thường có cấu trúc ngẫu nhiên và có nhiều kích cỡ bong bóng. Với kích thước lớn hơn, nghiên cứu của bọt lý tưởng hóa được gắn liền với những vấn đề toán học của bề mặt tối thiểu và ba chiều tessellations, hay còn gọi là tổ ong. Cấu trúc Weaire -Phelan được coi là tế bào đơn vị (tối ưu) tốt nhất có thể của bọt được sắp xếp hoàn hảo, trong khi luật của Plateau mô tả cách màng xà phòng tạo thành cấu trúc trong bọt.
Ở quy mô thấp hơn bong bóng là độ dày của màng cho bọt siêu bền, có thể được coi là một mạng lưới các màng liên kết được gọi là lamellae. Lý tưởng nhất là các lamellae kết nối theo bộ ba và tỏa ra theo góc120° ra ngoài từ các điểm kết nối, được gọi là biên giới Plateau.
Một quy mô thậm chí thấp hơn là giao diện không khí lỏng ở bề mặt của bọt. Hầu hết thời gian giao diện này được ổn định bởi một lớp cấu trúc lưỡng phần, thường được làm bằng chất hoạt động bề mặt, hạt (Nhũ tương Pickering) hoặc các liên kết phức tạp hơn.